# Liste der Vogesenpässe
Folgende Pässe der Vogesen auf Haupt-, Neben- und Waldstraßen werden von Nord nach Süd aufgelistet. Der nördlichste ist der Col du Litschhof an der deutsch-französischen Grenze (Pfälzer Wald) und der südlichste der Col de la Chevestraye in der Region Bourgogne-Franche-Comté im Département Haute-Saône. Der höchste Pass ist der Col de Falimont (1270 m), ein Pfad unterhalb des dritthöchsten Gipfels der Vogesen, dem Hohneck (1363 m). Der niedrigste ist der Col du Langthal im Département Bas-Rhin mit 282 Metern Höhe zwischen Obersteinbach und Dambach auf der D53.

## Vogesische Passstraßen

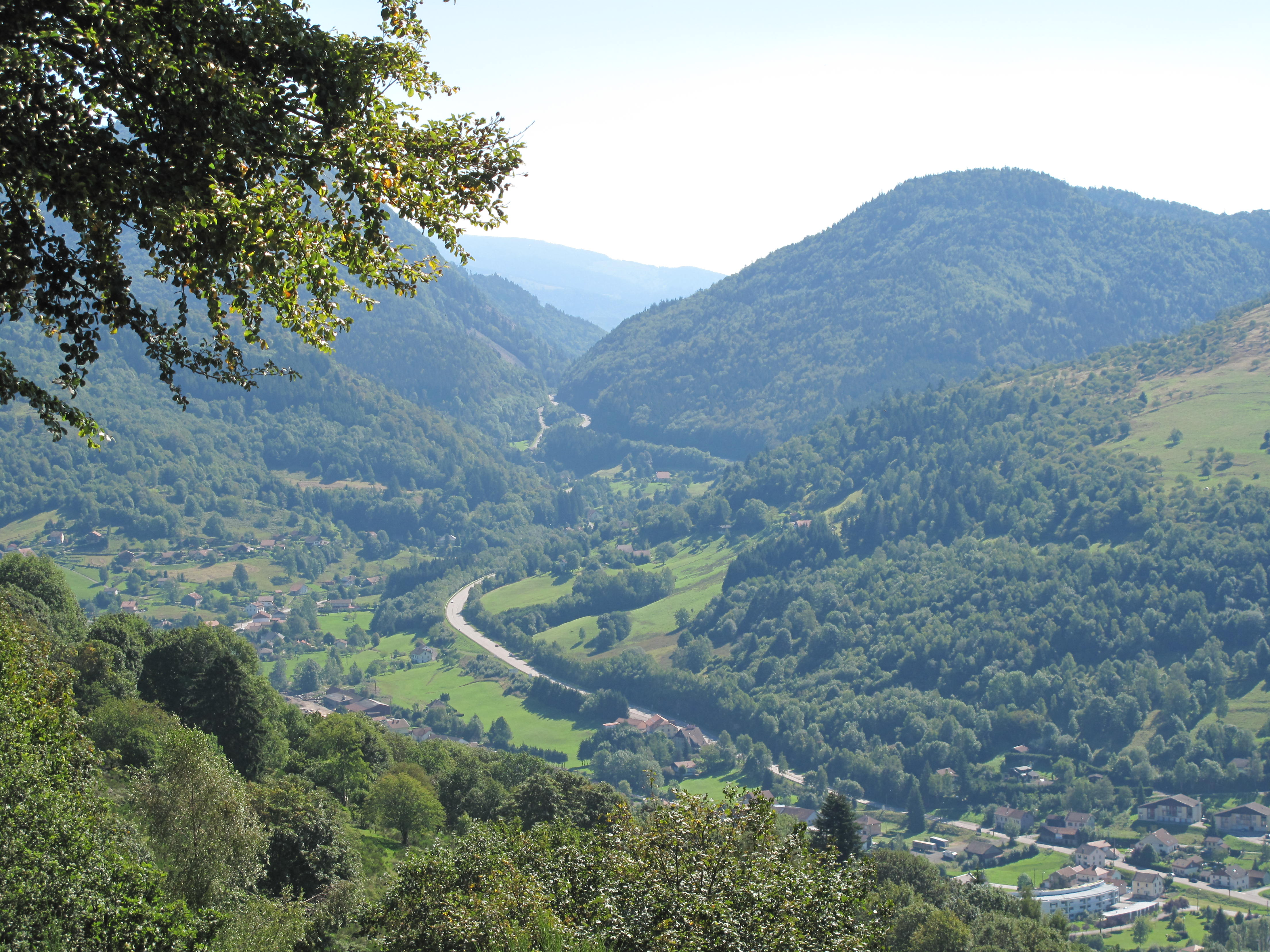
Col de Bussang

Der Col du Langthal ist mit 282 Metern Höhe der niedrigste, der höchste der Col du Hahnenbrunnen mit 1186 Meter Höhe. Die seit dem Altertum gequerten Pässe beschränken sich aber nur auf drei historische Handels- und Verkehrswege, die im Volksmund oft „deutsche Straße“ (Route d’Allemagne), später „elsässische Straße“ (Route d’Alsace) genannt wurden. Sie sind als natürliche Pässe durch die Vogesen in die Geschichte eingegangen:
- Col du Donon
- Col du Bonhomme
- Col de Bussang

Zu dieser Liste gehört auch die Zaberner Steige, obwohl sie im strengsten Sinne kein Pass ist. Aber seit der Römerzeit hat sie eine Passfunktion zwischen Lothringen und dem Elsass übernommen, weil das Vogesenmassiv gerade an dieser Stelle trotz des felsigen Hangs im Osten am schnellsten zu durchqueren ist. Zudem liegt die Steige auf der direkten Verbindung Paris–Straßburg.
| Name                         | Département                    | Von - nach                                         | Passhöhe m.ü.M | National- oder Départementsstraße | Täler bzw. Gipfel                                   | Koordinaten                 |
| ---------------------------- | ------------------------------ | -------------------------------------------------- | -------------- | --------------------------------- | --------------------------------------------------- | --------------------------- |
| Col du Klingenfels           | Bas-Rhin                       | Niedersteinbach - Wengelsbach                      | 385            | D190                              | Steinbachtal – Wengelsbachtal                       | 49° 2′ 46″ N, 7° 42′ 21″ O  |
| Col de Goetzenberg           | Bas-Rhin                       | Niedersteinbach - Wengelsbach                      | 400            | D190                              | Steinbachtal – Wengelsbachtal                       | 49° 2′ 39″ N, 7° 42′ 28″ O  |
| Col du Langthal              | Bas-Rhin                       | Dambach - Obersteinbach                            | 282            | D53                               | Schwarzbachtal – Steinbachtal                       | 49° 1′ 42″ N, 7° 39′ 47″ O  |
| Col du Pigeonnier            | Bas-Rhin                       | Climbach - Wissembourg                             | 432            | D3                                | Sauertal – Lauterbachtal                            | 49° 1′ 27″ N, 7° 53′ 19″ O  |
| Col du Pfaffenschlick        | Bas-Rhin                       | Drachenbronn - Climbach                            | 371            | D51-65                            | Seltzbachtal – Sauertal                             | 48° 59′ 30″ N, 7° 53′ 9″ O  |
| Col de Puberg                | Bas-Rhin                       | Sarre-Union - Ingwiller                            | 325            | D919                              | Eicheltal – Modertal                                | 48° 54′ 44″ N, 7° 18′ 57″ O |
| Col de la Tête du Christ     | Bas-Rhin                       | La Petite-Pierre - Neuwiller-lès-Saverne           | 311            | D134                              | Imsthal – Neuwiller                                 | 48° 51′ 1″ N, 7° 20′ 35″ O  |
| Col de Saverne               | Bas-Rhin                       | Danne-et-Quatre-Vents - Saverne                    | 413            | D1004                             | Lothringer Stufenland – Zorntal                     | 48° 45′ 16″ N, 7° 19′ 59″ O |
| Col de Valsberg              | Moselle - Bas-Rhin             | Dabo - Wangenbourg-Engenthal                       | 653            | D45                               | Baerenbachtal - Mossigtal                           | 48° 39′ 13″ N, 7° 17′ 32″ O |
| Col de Saint-Léon            | Moselle                        | Eigenthal - Walscheid                              | 412            | D96                               | Hilbesthal – Bièvretal                              | 48° 38′ 20″ N, 7° 8′ 50″ O  |
| Col des Pandours             | Bas-Rhin                       | Wangenbourg - Nideck                               | 662            | D218                              | Ameisenthal – Haseltal                              | 48° 35′ 4″ N, 7° 18′ 27″ O  |
| Col de l’Engin               | Moselle                        | Col de la Côte de l’Engin - Saint-Quirin           | 813            | D44                               | Tal der Weißen Saar – Tal der Roten Saar            | 48° 32′ 7″ N, 7° 10′ 28″ O  |
| Col de la Côte de l’Engin    | Moselle                        | Col du Donon - Col de l’Engin                      | 789            | D145                              | Tal der Weißen Saar – Netzenbachtal                 | 48° 31′ 41″ N, 7° 10′ 5″ O  |
| Col des Charbonniers         | Meurthe-et-Moselle             | Bréménil - Val-et-Châtillon                        | 458            | D181                              | Vézouze-Tal – Vézouze-Tal                           | 48° 31′ 17″ N, 6° 57′ 17″ O |
| Col du Donon                 | Bas-Rhin - Vosges              | Raon-sur-Plaine - Schirmeck Abreschviller          | 718            | D392-993                          | Plaine-Tal – Breuschtal – Saartal                   | 48° 30′ 22″ N, 7° 8′ 36″ O  |
| Col de la Vierge Clarisse    | Meurthe-et-Moselle             | Badonviller - Lac de Pierre-Percée                 | 484            | D182                              | Blette-Tal – Plaine-Tal                             | 48° 29′ 8″ N, 6° 56′ 22″ O  |
| Col de la Chapelotte         | Meurthe-et-Moselle             | Badonviller - Allarmont                            | 447            | D992                              | Blette-Tal – Plaine-Tal                             | 48° 29′ 1″ N, 6° 57′ 21″ O  |
| Col de Prayé                 | Vosges                         | Moussey - Grandfontaine                            | 340            | D49                               | Mageltal – Breuschtal                               | 48° 28′ 55″ N, 7° 6′ 53″ O  |
| Col de la Cheitagoutte       | Bas-Rhin                       | Natzwiller - Champ du Messin                       | 840            | D130                              | Rothaine-Tal – Pfriemenkopfmassiv                   | 48° 26′ 49″ N, 7° 16′ 51″ O |
| Col du Rouge Vetu            | Meurthe-et-Moselle - Vosges    | Neufmaisons - Raon-l’Étape                         | 408            | D8-D9                             | Verdurette-Tal – Meurthe-Tal                        | 48° 25′ 59″ N, 6° 51′ 27″ O |
| Col de la Rothlach           | Bas-Rhin                       | Champ du Feu - Klingenthal                         | 953            | D130-214                          | Breitenbachtal – Mageltal / Ehntal                  | 48° 25′ 47″ N, 7° 18′ 49″ O |
| Col du Kienberg              | Bas-Rhin                       | Le Hohwald - Saint-Nabor Klingenthal               | 712            | D426                              | Kirnecktal – Ehntal                                 | 48° 25′ 35″ N, 7° 22′ 53″ O |
| Col du Hantz                 | Bas-Rhin - Vosges              | Senones - Saint-Blaise-la-Roche                    | 637            | D424                              | Vologne-Tal – Neuné-Tal                             | 48° 24′ 10″ N, 7° 5′ 21″ O  |
| Col du Kreuzweg              | Bas-Rhin                       | Breitenbach - Le Hohwald                           | 768            | D425                              | Breitenbachtal – Andlautal                          | 48° 23′ 14″ N, 7° 17′ 39″ O |
| Col de la Charbonnière       | Bas-Rhin                       | Belmont - Breitenbach                              | 961            | D57                               | Chirgoutte-Tal – Breitenbachtal                     | 48° 23′ 0″ N, 7° 15′ 27″ O  |
| Col de l’Ungersberg          | Bas-Rhin                       | Albe - Reichsfeld                                  | 675            | D539 – Forststraße                | Giessental – Schernetztal                           | 48° 22′ 20″ N, 7° 21′ 0″ O  |
| Col de la Chipotte           | Vosges                         | Rambervillers - Raon-l’Étape Étival-Clairefontaine | 458            | D159 - D424                       | Mortagne-Tal – Meurthe-Tal                          | 48° 22′ 15″ N, 6° 46′ 54″ O |
| Col de la Salcée             | Bas-Rhin                       | Bourg-Bruche - Climont                             | 596            | D50-214                           | Breuschtal – Climont                                | 48° 21′ 35″ N, 7° 10′ 39″ O |
| Col de Steige                | Bas-Rhin                       | Saales - Steige                                    | 534            | D50-424                           | Vologne-Tal – Neuné-Tal                             | 48° 21′ 59″ N, 7° 12′ 5″ O  |
| Col de Saales                | Bas-Rhin - Vosges              | Provenchères-sur-Fave - Saales                     | 554            | D420-D1420                        | Fave-Tal – Breuschtal                               | 48° 20′ 35″ N, 7° 6′ 28″ O  |
| Col du Las                   | Vosges                         | Nayemont - La Grande Fosse                         | 701            | D32                               | Hure-Tal – Fave-Tal                                 | 48° 20′ 14″ N, 7° 3′ 9″ O   |
| Col du Haut du Bois          | Vosges                         | Rambervillers - Nompatelize                        | 492            | D32                               | Mortagne-Tal – Meurthe-Tal                          | 48° 19′ 47″ N, 6° 46′ 53″ O |
| Col d’Urbeis                 | Bas-Rhin - Vosges              | Lubine - Urbeis                                    | 602            | D23 – D39                         | Fave-Tal – Giessental                               | 48° 19′ 34″ N, 7° 10′ 39″ O |
| Col de Hermanpaire           | Vosges                         | Nayemont - La Petite - Fosse                       | 627            | D45                               | Hure-Tal – Fave-Tal                                 | 48° 19′ 31″ N, 7° 2′ 18″ O  |
| Col de Fouchy                | Vosges                         | Lièpvre - Fouchy                                   | 608            | D48                               | Lièpvrette-Tal – Giessental                         | 48° 18′ 17″ N, 7° 15′ 37″ O |
| Col du Stangenplatz          | Bas-Rhin                       | La Vancelle - Breitenau                            | 756            | D439                              | Rombachtal – Giessental                             | 48° 18′ 0″ N, 7° 18′ 31″ O  |
| Col de Mon Repos             | Vosges                         | Bois-de-Champ - La Bourgonce                       | 514            | D7                                | Mortagne-Tal – Meurthe-Tal                          | 48° 17′ 18″ N, 6° 46′ 59″ O |
| Col du Haut Jacques          | Vosges                         | Bruyères - Saint-Dié                               | 606            | N420                              | Mortagne-Tal – Meurthe-Tal                          | 48° 16′ 27″ N, 6° 51′ 46″ O |
| Col du Schaentzel            | Bas-Rhin                       | Thannenkirch – Haut-Koenigsbourg Sélestat          | 584            | D42                               | Bergenbachtal – Illtal                              | 48° 14′ 38″ N, 7° 19′ 35″ O |
| Col de Sainte-Marie          | Vosges - Haut-Rhin             | Wisembach - Sainte-Marie-aux-Mines                 | 772            | N59                               | Blanc-Ru-Tal – Lièpvrette-Tal                       | 48° 14′ 35″ N, 7° 7′ 59″ O  |
| Col de Mandray               | Vosges                         | Mandray - Fraize                                   | 694            | D23                               | Mandresey-Tal – Meurthe-Tal                         | 48° 12′ 6″ N, 7° 0′ 42″ O   |
| Col du Pré de Raves          | Vosges                         | Col du Bonhomme - Col des Bagenelles               | 1020           | D148                              | Meurthe-Tal – Lièpvrette-Tal                        | 48° 11′ 55″ N, 7° 6′ 21″ O  |
| Col du Fréland               | Haut-Rhin                      | Aubure - Les Verts Bois                            | 838            | D11.3                             | Muesbachtal – Baa-Tal                               | 48° 11′ 32″ N, 7° 12′ 55″ O |
| Col des Bagenelles           | Haut-Rhin                      | Col du Bonhomme - Sainte-Marie-aux-Mines           | 903            | D148                              | Muesbachtal – Baa-Tal                               | 48° 11′ 34″ N, 7° 6′ 50″ O  |
| Col des Raids                | Vosges                         | Saint-Jean d’Ormont – Robache                      | 525            | D49                               | Hure-Tal – Meurthe-Tal                              | 48° 19′ 17″ N, 6° 58′ 50″ O |
| Col du Bonhomme              | Haut-Rhin                      | Saint-Dié - Colmar                                 | 948            | N415                              | Meurthe-Tal – Weisstal                              | 48° 9′ 54″ N, 7° 4′ 46″ O   |
| Col des Arrentès             | Vosges                         | Granges-sur-Vologne - Corcieux                     | 325            | D31                               | Vologne-Tal – Neuné-Tal                             | 48° 8′ 36″ N, 6° 51′ 14″ O  |
| Col du Louschbach            | Haut-Rhin                      | Col du Bonhomme - Col du Calvaire                  | 978            | D148                              | Höhenzug der Vogesen – Höhenzug der Vogesen         | 48° 8′ 19″ N, 7° 3′ 37″ O   |
| Col du Calvaire              | Haut-Rhin                      | Col du Louschbach - Orbey                          | 1144           | D148-48                           | Höhenzug der Vogesen – Weisstal                     | 48° 8′ 15″ N, 7° 5′ 8″ O    |
| Col de Réchaucourt           | Vosges                         | Le Tholy - Granges-sur-Vologne                     | 730            | D30                               | Cleurie-Tal – Vologne-Tal                           | 48° 7′ 1″ N, 6° 46′ 32″ O   |
| Col de Pertuis               | Vosges                         | Liézey - Granges-sur-Vologne                       | 783            | D50                               | Cleurie-Tal – Vologne-Tal                           | 48° 5′ 57″ N, 6° 49′ 40″ O  |
| Col de Martimpré             | Vosges                         | Gerbépal - Gérardmer                               | 798            | D8                                | Neuné-Tal – Vologne-Tal                             | 48° 5′ 56″ N, 6° 54′ 19″ O  |
| Col du Surceneux             | Vosges                         | Xonrupt-Longemer - Le Grand Valtin                 | 810            | D23                               | Vologne-Tal – Neuné-Tal                             | 48° 5′ 55″ N, 6° 57′ 39″ O  |
| Col du Port des Planches     | Vosges                         | Le Grand Valtin - Col de Malakoff                  | 901            | D919                              | Noir Ruxel-Tal -Petite-Meurthe-Tal – Belbriette-Tal | 48° 5′ 33″ N, 6° 58′ 32″ O  |
| Col du Wettstein             | Bas-Rhin                       | Soultzeren – Orbey                                 | 865            | D48                               | Michelbachtal – Weisbachtal                         | 48° 5′ 16″ N, 7° 6′ 58″ O   |
| Collet du Linge              | Haut-Rhin                      | Soultzeren / Stosswihr - Orbey / Labaroche         | 975            | D48                               | Fecht-Tal – Waldbachtal                             | 48° 5′ 0″ N, 7° 8′ 24″ O    |
| Col du Fréland               | Haut-Rhin                      | Ribeauvillé - Sainte-Marie-aux-Mines               | 742            | D416                              | Strengbachtal – Lièpvrette-Tal                      | 48° 4′ 37″ N, 7° 12′ 47″ O  |
| Col de la Schlucht           | Haut-Rhin - Vosges             | Gérardmer - Munster                                | 1135           | D417                              | Vologne-Tal – Fechttal                              | 48° 3′ 50″ N, 7° 1′ 22″ O   |
| Le Collet                    | Vosges                         | Xonrupt-Longemer - Col de la Schlucht              | 1110           | D417-23-34d                       | Vologne-Tal – Col des Faignes sous Vologne          | 48° 3′ 20″ N, 6° 59′ 57″ O  |
| Col du Haut de la Côte       | Vosges                         | Gérardmer - Les Bas-Rupts                          | 798            | D486                              | Phény-Tal – Bouchot-Tal                             | 48° 3′ 4″ N, 6° 51′ 55″ O   |
| Col des Feignes sous Vologne | Vosges                         | Lac de Retournemer - Faignes-sous-Vologne          | 955            | D34c-34                           | Vologne-Tal – Moselotte-Tal                         | 48° 2′ 51″ N, 6° 58′ 33″ O  |
| Col de Sapois                | Vosges                         | Gérardmer - Menaurupt                              | 836            | D23g                              | Phény-Tal – Menaurupt-Tal                           | 48° 2′ 39″ N, 6° 50′ 16″ O  |
| Col de Raon-aux-Bois         | Vosges                         | Raon-aux-Bois - Remiremont                         | 534            | D34                               | Champée-Tal – Moseltal                              | 48° 1′ 56″ N, 6° 33′ 19″ O  |
| Col de Grosse Pierre         | Vosges                         | Gérardmer - La Bresse                              | 954            | D486                              | Bouchot-Tal – Chajoux-Tal                           | 48° 1′ 35″ N, 6° 53′ 8″ O   |
| Col du Hundsplan             | Haut-Rhin                      | Osenbach - Gueberschwihr                           | 602            | D40 – D1.5                        | Ohmbachtal – Illtal                                 | 48° 0′ 17″ N, 7° 13′ 9″ O   |
| Col de Bramont               | Vosges                         | La Bresse - Wildenstein                            | 956            | D13B                              | Chajoux-Tal – Thurtal                               | 48° 0′ 2″ N, 6° 56′ 44″ O   |
| Col du Firstplan             | Haut-Rhin                      | Osenbach - Soultzbach-les-Bains                    | 722            | D40                               | Ohmbachtal – Runsbachtal                            | 47° 59′ 57″ N, 7° 11′ 6″ O  |
| Col du Haut de la Fouchure   | Vosges                         | Gerbamont - Basse-sur-le-Rupt                      | 800            |                                   | Bouchot-Tal – Rupt-Tal                              | 47° 59′ 40″ N, 6° 46′ 21″ O |
| Col de la Croix des Moinats  | Vosges                         | Basse-sur-le-Rupt - La Bresse                      | 890            | D34                               | Rupt-Tal – Chajoux-Tal                              | 47° 59′ 15″ N, 6° 49′ 0″ O  |
| Col du Petit Ballon          | Haut-Rhin                      | Sondernach - Munster                               | 1163           |                                   | Fecht–Tal – Fecht–Tal bei Munster                   | 47° 59′ 6″ N, 7° 7′ 14″ O   |
| Col du Platzerwasel          | Haut-Rhin                      | Le Markstein - Schnepfenriedwasen                  | 1183           | D27                               | Höhenzug der Vogesen – Höhenzug der Vogesen         | 47° 58′ 10″ N, 7° 2′ 34″ O  |
| Col du Hahnenbrunnen         | Haut-Rhin                      | Kruth - Metzeral                                   | 1186           | D430                              | Thur–Tal – Fecht–Tal                                | 47° 57′ 6″ N, 7° 1′ 10″ O   |
| Col d’Oderen                 | Vosges - Haut-Rhin             | Cornimont - Kruth                                  | 884            | D43-D13B1                         | Moselotte-Tal – Thurtal                             | 47° 55′ 22″ N, 6° 55′ 1″ O  |
| Col du Page                  | Vosges                         | Ventron - Bussang                                  | 957            | D89                               | Ventron-Tal – Moseltal                              | 47° 54′ 56″ N, 6° 53′ 27″ O |
| Col du Bannstein             | Haut-Rhin                      | Soultzmatt - Lautenbach                            | 482            | D40-40.1                          | Ohmbachtal – Lauchtal                               | 47° 57′ 14″ N, 7° 11′ 33″ O |
| Col du Ménil                 | Vosges                         | Cornimont - Le Thillot                             | 621            | D486                              | Moselotte-Tal – Moseltal                            | 47° 55′ 35″ N, 6° 49′ 2″ O  |
| Col du Mont de Fourche       | Haute-Saône - Vosges           | Faucogney-et-la-Mer - Rupt-sur-Moselle             | 620            | D35 - D6                          | Breuchin-Tal – Moseltal                             | 47° 54′ 14″ N, 6° 38′ 43″ O |
| Col de Bussang               | Vosges - Haut-Rhin             | Epinal - Bussang - Thann - Mülhausen               | 727            | N66                               | Moseltal – Thurtal                                  | 47° 53′ 22″ N, 6° 53′ 51″ O |
| Col Amic                     | Haut-Rhin                      | Col du Silberloch - Grand Ballon                   | 828            | D13-136                           | Thurtal – Illtal                                    | 47° 52′ 32″ N, 7° 7′ 38″ O  |
| Col du Silberloch            | Haut-Rhin                      | Wuenheim - Wattwiller                              | 906            | D431                              | Wuenheimertal – Wattwillertal                       | 47° 51′ 35″ N, 7° 9′ 10″ O  |
| Col des Croix                | Haute-Saône - Vosges           | Le Thillot - Haut-du-Them-Château-Lambert          | 679            | D486                              | Moseltal – Ognon-Tal                                | 47° 51′ 34″ N, 6° 44′ 50″ O |
| Col du Rouge Gazon           | Haut-Rhin                      | Les Charbonniers - La Tête des Perches             | 1086           | D90 - Forststraße                 | Charbonniers-Tal – Höhenzug der Vogesen             | 47° 51′ 16″ N, 6° 55′ 3″ O  |
| Col de Herrenfluh            | Haut-Rhin                      | Uffholtz - Col du Silberloch                       | 835            | D431                              | Thurtal – Höhenzug der Vogesen                      | 47° 50′ 42″ N, 7° 8′ 33″ O  |
| Col des Charbonniers         | Vosges                         | Le Gresson-Haut - Tête des Charbonniers            | 1117           | D90                               | Höhenzug der Vogesen – Höhenzug der Vogesen         | 47° 49′ 45″ N, 6° 53′ 50″ O |
| Col du Ballon d’Alsace       | Vosges - Territoire de Belfort | Saint-Maurice-sur-Moselle - Giromagny              | 1178           | D465                              | Moseltal – Savoureuse -Tal                          | 47° 49′ 15″ N, 6° 50′ 13″ O |
| Col du Hundsruck             | Haut-Rhin                      | Bourbach-le-Haut - Willer-sur-Thur                 | 748            | D14B4                             | Bourbachtal – Thurtal                               | 47° 48′ 23″ N, 7° 2′ 33″ O  |
| Col des Chevrères            | Haute-Saône                    | Belfahy - Miellin                                  | 916            | D133-D98                          | Rahin-Tal – Tal der Doue de l’Eau                   | 47° 47′ 28″ N, 6° 44′ 31″ O |
| Col de la Chevestraye        | Haute-Saône                    | Belonchamp - Plancher-Bas                          | 611            | D97                               | Ognon-Tal – Rahin-Tal                               | 47° 45′ 22″ N, 6° 42′ 58″ O |

## Pässe auf Wald- und Forststraßen

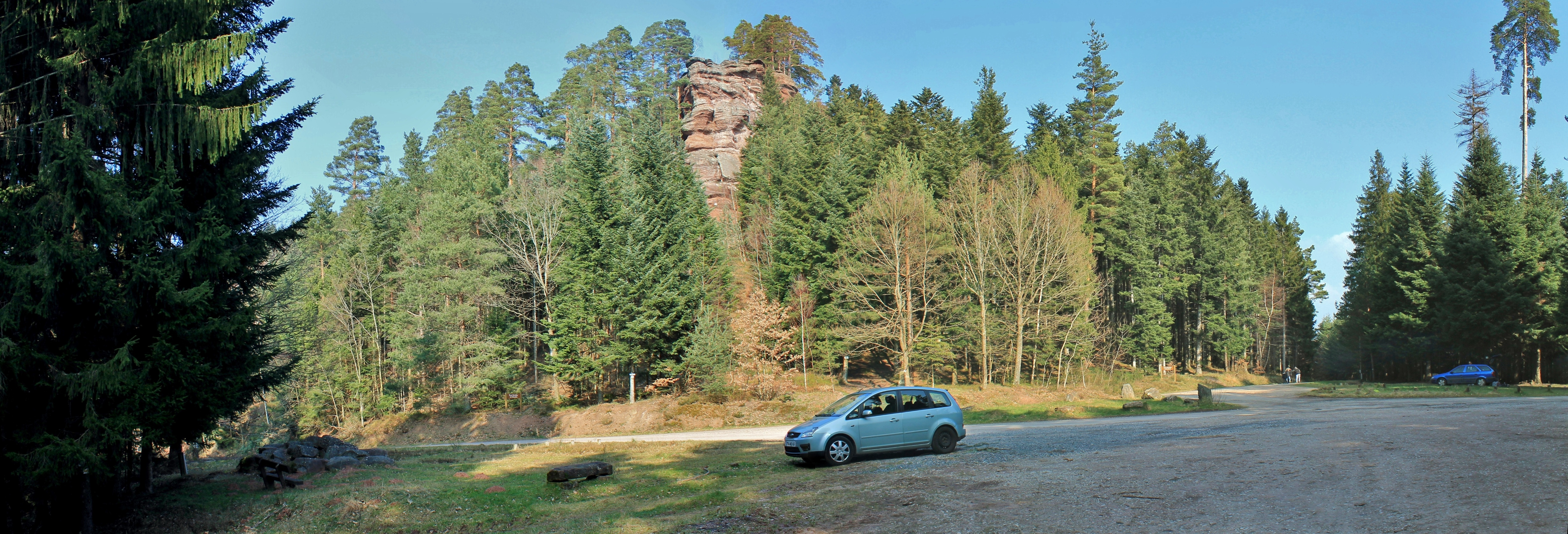
Col du Hohwalsch, Moselle, Walscheid

Zahlreiche Pässe der Vogesen sind nur begrenzt mit einem Fahrzeug erreichbar. Je nach Departement und Gemeinde ist der Verkehr auf den Waldstraßen erlaubt. In der Regel werden sie zwischen 6 und 20 Uhr mit Geschwindigkeitsbegrenzung für den Durchgangsverkehr freigegeben. In manchen Teilen der höheren südlichen Vogesen dienen sie als kommunale Nebenstraßen, um abgelegene Seitentäler zu verbinden oder um zu den Almen zu gelangen. Diese Nebenstraßen sind manchmal ehemalige Saumpfade, die asphaltiert wurden.
Der niedrigste Pass dieser Liste ist der Groß Dunkeltaler Hals mit 291 Metern Höhe. Mit 1195 Metern ist der Col de Lauchen der höchste.
| Name                                           | Departement                   | Von - nach                                                  | Passhöhe m. ü. M. | Täler bzw. Gipfel                                                  | Koordinaten                 |
| ---------------------------------------------- | ----------------------------- | ----------------------------------------------------------- | ----------------- | ------------------------------------------------------------------ | --------------------------- |
| Col du Litschhof                               | Bas-Rhin                      | Niedersteinbach - Litschhof/Engenthalroeder                 | 334               | Steinbachtal                                                       | 49° 3′ 11″ N, 7° 47′ 36″ O  |
| Col du Hichtenbach                             | Bas-Rhin                      | Niedersteinbach / Katzenthal – Hirschtal (Deutschland)      | 361               | Steinbachtal – Saarbachtal                                         | 49° 2′ 33″ N, 7° 43′ 49″ O  |
| Col du Wittschloessel                          | Bas-Rhin                      | Col de Wineckerthal - Col du Langthal                       | 368               | Wineckerthal – Steinbachtal                                        | 49° 1′ 23″ N, 7° 40′ 36″ O  |
| Col de Wineckerthal                            | Bas-Rhin                      | Obersteinbach - Soutzbach                                   | 334               | Schwarzbachtal – Soultzbachtal                                     | 49° 1′ 14″ N, 7° 40′ 57″ O  |
| Col du Kuhlaegersattel                         | Bas-Rhin                      | Disteldorf - Lembach                                        | 389               | Markbachtal – Sauertal                                             | 49° 1′ 5″ N, 7° 45′ 5″ O    |
| Widerschaller Hals Col du Widerschall          | Moselle                       | Bitsch - Mouterhouse                                        | 368               | Hornbachtal – Langenthal                                           | 48° 58′ 21″ N, 7° 26′ 7″ O  |
| Mollochsattel Col du Molloch                   | Bas-Rhin - Moselle            | Neunhoffen - Philippsbourg                                  | 362               | Schwarzbachtal – Falkensteinerbachtal                              | 48° 59′ 5″ N, 7° 36′ 38″ O  |
| Angelsbergerpass Col de l’Angelsberg           | Bas-Rhin                      | Dambach - Philippsbourg                                     | 398               | Schwarzbachtal – Falkensteinerbachtal                              | 48° 59′ 38″ N, 7° 35′ 43″ O |
| Klein Dunkeltaler Hals Col du Petit Dunkelthal | Moselle                       | Untere Sägemühle – Ramstein                                 | 299               | Falkensteinerbachtal - Nordzinseltal                               | 48° 59′ 26″ N, 7° 31′ 28″ O |
| Groß Dunkeltaler Hals Col du Grand Dunkelthal  | Moselle                       | Hetzelhof – Ramstein                                        | 291               | Falkensteinerbachtal - Nordzinseltal                               | 48° 59′ 21″ N, 7° 31′ 58″ O |
| Col du Pottaschkopf                            | Bas-Rhin                      | Dambach - Niederbronn-les-Bains                             | 482               | Falkensteinerbachtal – Durschbachtal                               | 48° 59′ 8″ N, 7° 37′ 19″ O  |
| Col de Borneberg                               | Bas-Rhin                      | Niederbronn-les-Bains - Dambach                             | 461               | Schwarzbachtal – Falkensteinerbachtal                              | 48° 59′ 20″ N, 7° 37′ 44″ O |
| Col de Riesthal                                | Bas-Rhin                      | Wintersberg - Grand Wintersberg                             | 501               | Schwarzbachtal – Falkensteinerbachtal                              | 48° 59′ 5″ N, 7° 36′ 38″ O  |
| Col de la Liese                                | Bas-Rhin                      | Wintersberg - Grand Wintersberg                             | 514               | Schwarzbachtal – Falkensteinerbachtal                              | 48° 59′ 5″ N, 7° 36′ 38″ O  |
| Groß Hirschtaler Hals Col du Grand Hirschthal  | Moselle                       | Leizelthal – Mühlthal                                       | 380               | Falkensteinerbachtal - Nordzinseltal                               | 48° 58′ 2″ N, 7° 33′ 41″ O  |
| Kammbühler Hals Col du Kammbuhl                | Moselle - Bas-Rhin            | Baerenthal - Reipertswiller                                 | 340               | Nordzinseltal – Rothbachtal                                        | 48° 57′ 42″ N, 7° 27′ 50″ O |
| Col Schaufelshald                              | Bas-Rhin                      | Col du Litschhof – Kappelstein                              | 339               | Dentelbachtal – Engenthalbach-Tal                                  | 48° 57′ 42″ N, 7° 33′ 56″ O |
| Col de l’Ungerthal                             | Bas-Rhin                      | Breitenwasen - Oberbronn                                    | 436               | Falkensteinerbachtal – Nordzinseltal                               | 48° 57′ 15″ N, 7° 35′ 8″ O  |
| Col du Holdereck                               | Bas-Rhin                      | Philippsbourg - Zinswiller                                  | 408               | Falkensteinerbachtal – Nordzinseltal                               | 48° 57′ 11″ N, 7° 34′ 37″ O |
| Steigpass Col de Steige                        | Moselle - Bas-Rhin            | Mühlthal - Offwiller                                        | 335               | Nordzinseltal – Rothbachtal                                        | 48° 56′ 27″ N, 7° 31′ 46″ O |
| Col du Pfaffeneck                              | Bas-Rhin                      | Wimmenau - La Petite-Pierre                                 | 317               | Modertal – Imsthal                                                 | 48° 53′ 6″ N, 7° 21′ 5″ O   |
| Col de la Schleif                              | Moselle - Bas-Rhin            | Dabo - Hengst                                               | 689               | Grossthal - Mossigtal                                              | 48° 38′ 1″ N, 7° 15′ 35″ O  |
| Col du Salzleckkopf                            | Moselle                       | Koeppenmuh / Herrenmuhlen - Dabo-Ententhal                  | 441               | Tal der Weißen Zorn – Muhlthal                                     | 48° 38′ 50″ N, 7° 12′ 54″ O |
| Col du Hohwalsch                               | Moselle                       | Walscheid - Schaeferhof                                     | 486               | Bièvretal – Zorntal                                                | 48° 37′ 40″ N, 7° 10′ 36″ O |
| Col du Brechpunkt                              | Moselle                       | Grand-Soldat - Schaeferhof                                  | 540               | Wellersttal – Zorntal                                              | 48° 36′ 19″ N, 7° 11′ 9″ O  |
| Col du Sandplatz                               | Moselle - Bas-Rhin            | Windsbourg - Hengst                                         | 794               | Mossigtal – Hengst-Gipfel                                          | 48° 36′ 11″ N, 7° 17′ 4″ O  |
| Col de Lendenstein                             | Moselle                       | Saint-Quirin – La Marcairerie / Tête du Calice (603 m)      | 476               | Tal der Weißen Saar – Tal der Roten Saar                           | 48° 36′ 6″ N, 7° 6′ 27″ O   |
| Col du Roule-Bacon                             | Bas-Rhin                      | Cirey-sur-Vezouze – Donon                                   | 699               | Saussenrupt-Tal – Réquival-Tal                                     | 48° 31′ 44″ N, 7° 6′ 8″ O   |
| Col de la Charaille                            | Bas-Rhin                      | Raon-sur-Plaine - Chaude Poêle / Malecôte                   | 703               | Plaine-Tal - Tal der Weißen Saar                                   | 48° 31′ 11″ N, 7° 4′ 8″ O   |
| Col du Sapin de Marie-Louise                   | Meurthe-et-Moselle            | Tête des Venteux (540 m) – Col de la Sablière               | 472               | Val-Tal – Basse Mauvais                                            | 48° 31′ 8″ N, 7° 0′ 6″ O    |
| Col d’Entre-les-Deux-Donons                    | Bas-Rhin                      | Raon-sur-Plaine - Grandfontaine                             | 822               | Plaine-Tal – Framont-Tal                                           | 48° 30′ 57″ N, 7° 10′ 13″ O |
| Col de la Sablière                             | Meurthe-et-Moselle            | Col du Sapin de Marie-Louise - Tête du Haut-Fromage (651 m) | 509               | Nordzinseltal – Rothbachtal                                        | 48° 30′ 43″ N, 7° 0′ 22″ O  |
| Col de la Borne                                | Bas-Rhin - Meurthe-et-Moselle | Val-et-Châtillon - Allarmont                                | 576               | Val-Tal – Plaine-Tal                                               | 48° 29′ 41″ N, 6° 59′ 59″ O |
| Col Wolfsgrube                                 | Bas-Rhin                      | Mollkirch - Saegmuehl                                       | 340               | Mageltal – Mageltal                                                | 48° 29′ 37″ N, 7° 21′ 25″ O |
| Col Pourrio                                    | Bas-Rhin - Vosges             | Col d’Asson – Raon-sur-Plaine                               | 718               | Plaine-Tal – Goudiots-Tal                                          | 48° 29′ 30″ N, 7° 5′ 37″ O  |
| Col d’Asson                                    | Vosges                        | Luvigny – Col de Prayé und Salm                             | 624               | Plaine-Tal – Breuschtal                                            | 48° 29′ 25″ N, 7° 4′ 21″ O  |
| Col du Brechpunkt                              | Bas-Rhin                      | Grendelbruch - Muckenbach                                   | 674               | Mageltal – Schwarzbachtal                                          | 48° 29′ 21″ N, 7° 18′ 22″ O |
| Col du Jaegertaennel                           | Bas-Rhin                      | Belmont/Rothlach - Mollkirch                                | 774               | Schirgoutte-Tal – Lauterbachtal                                    | 48° 28′ 11″ N, 7° 20′ 21″ O |
| Col du Heidenkopf                              | Bas-Rhin                      | Klingenthal - Winterhalde                                   | 589               | Ehntal – Waeldeletal                                               | 48° 28′ 10″ N, 7° 22′ 26″ O |
| Col de la Franzluhr                            | Bas-Rhin                      | Grendelbruch - Natzwiller                                   | 823               | Russtal – Mageltal                                                 | 48° 26′ 49″ N, 7° 17′ 40″ O |
| Col de la Perheux                              | Bas-Rhin                      | Neuviller-la-Roche - Waldersbach                            | 699               | Breuschtal – Froide Goutte-Tal                                     | 48° 25′ 42″ N, 7° 13′ 0″ O  |
| Col de Bellevue                                | Bas-Rhin                      | Albé – Le Hohwald                                           | 748               | Erlenbachtal – Andlautal                                           | 48° 22′ 49″ N, 7° 19′ 36″ O |
| Col de l’Ungersberg                            | Bas-Rhin                      | Albé - Reichsfeld                                           | 675               | Giessental – Schernetztal                                          | 48° 22′ 20″ N, 7° 21′ 0″ O  |
| Col du Blanc Noyer                             | Bas-Rhin                      | Charbes - Steige (Bas-Rhin)                                 | 560               | La Grande Basse – Giessental                                       | 48° 20′ 56″ N, 7° 13′ 52″ O |
| Col de Crénée                                  | Vosges                        | Denipaire – La Pêcherie / Saint-Dié                         | 550               | Hure-Tal – Meurthe-Tal                                             | 48° 19′ 35″ N, 6° 57′ 14″ O |
| Col de la Hingrie                              | Bas-Rhin                      | Col de Raleine - La Hingrie                                 | 749               | Fave-Tal – Rombachtal                                              | 48° 18′ 29″ N, 7° 11′ 44″ O |
| Col du Bon Dieu                                | Vosges                        | Saint-Jean d’Ormont – Col de la Crénée                      | 562               | Hure-Tal – Meurthe-Tal                                             | 48° 19′ 21″ N, 6° 57′ 55″ O |
| Col du Petit-Haut                              | Bas-Rhin                      | Nangigoutte - Petit-Haut                                    | 612               | Nangigoutte-Tal – Petit-Haut-Tal                                   | 48° 18′ 2″ N, 7° 16′ 38″ O  |
| Col de Raleine                                 | Vosges                        | Lusse - Col de la Hingrie                                   | 806               | Fave-Tal – Rombachtal                                              | 48° 17′ 53″ N, 7° 10′ 22″ O |
| Col de Noirmont                                | Vosges                        | Les Rouges-Eaux - Taintrux                                  | 537               | Mortagne-Tal – Taintroué-Tal                                       | 48° 13′ 39″ N, 6° 52′ 16″ O |
| Col Trapin des Saules                          | Vosges                        | Mortagne-Tal - Neuné                                        | 649               | Mortagne-Tal – Neuné-Tal                                           | 48° 12′ 39″ N, 6° 51′ 27″ O |
| Col de la Croisette                            | Vosges                        | Mortagne-Tal - Neuné                                        | 623               | Mortagne-Tal – Neuné-Tal                                           | 48° 13′ 22″ N, 6° 50′ 1″ O  |
| Col des Huttes                                 | Vosges                        | Mortagne-Tal - Neuné                                        | 644               | Mortagne-Tal – Neuné-Tal                                           | 48° 12′ 51″ N, 6° 50′ 56″ O |
| Col des Journaux                               | Vosges                        | Fraize - La Croix-aux-Mines                                 | 761               | Meuthe-Tal – Morte-Tal                                             | 48° 11′ 53″ N, 7° 1′ 54″ O  |
| Col de la Gueule du Loup                       | Vosges                        | Vienville - La Houssière                                    | 630               | B’Heumey-Tal – Neuné-Tal                                           | 48° 11′ 2″ N, 6° 49′ 49″ O  |
| Col de Châmont                                 | Bas-Rhin                      | Lapoutroie – Fréland                                        | 680               | Béhine-Tal – Weisstal                                              | 48° 10′ 14″ N, 7° 10′ 0″ O  |
| Col du Reposoir                                | Vosges                        | Clefcy – Les Fougères                                       | 746               | Petite-Meurthe-Tal – Meurthe-Tal                                   | 48° 9′ 21″ N, 6° 59′ 34″ O  |
| Col de la Borne de Saint-Dié                   | Vosges                        | Le Vic – Habeaurupt                                         | 859               | Petite-Meurthe-Tal – Meurthe-Tal                                   | 48° 8′ 39″ N, 7° 0′ 13″ O   |
| Col d’Osseux                                   | Vosges                        | Gerbépal – Sachemont                                        | 829               | Neuné-Tal – Petite-Meurthe-Tal                                     | 48° 8′ 37″ N, 6° 57′ 29″ O  |
| Col de Bermont                                 | Bas-Rhin                      | Remomont – La Goutte                                        | 649               | Surcenord-Tal – Béhine-Tal                                         | 48° 8′ 13″ N, 7° 8′ 59″ O   |
| Col du Herrenwassen                            | Haut-Rhin                     | Kaysersberg - Labaroche                                     | 708               | Weissbachtal – Walzbachtal                                         | 48° 7′ 53″ N, 7° 13′ 3″ O   |
| Col du Sifflet                                 | Vosges                        | Xéfosse - Le Valtin                                         | 1079              | Seucey-Tal – Petite Meurthe-Tal                                    | 48° 6′ 26″ N, 7° 0′ 36″ O   |
| Col du Port des Planches                       | Vosges                        | Vallée Petite-Meurthe-Tal - Balveurche                      | 901               | Meurthe-Tal/Vologne-Tal - Belbriette-Tal                           | 48° 5′ 33″ N, 6° 58′ 32″ O  |
| Col de la Brande                               | Vosges                        | Xonrupt-Longemer - Chaume Balveurche                        | 1035              | Vologne-Tal – Col des Harengs Marinés                              | 48° 4′ 24″ N, 6° 58′ 20″ O  |
| Col des Harengs Marinés                        | Vosges                        | Xonrupt-Longemer - Chaume Balveurche                        | 1089              | Col de la Brande – Balveurche-Alm (deutsch Bellfirst)              | 48° 4′ 16″ N, 6° 58′ 19″ O  |
| Col de Malakoff                                | Vosges                        | Xonrupt-Longemer - Chaume Balveurche                        | 1072              | Belbriette-Tal – Balveurche-Alm                                    | 48° 4′ 6″ N, 6° 58′ 55″ O   |
| Col du Singe                                   | Vosges                        | La Forge - La Borne Martin                                  | 722               | Cleurie-Tal – Bonne Martin-Tal                                     | 48° 4′ 5″ N, 6° 40′ 46″ O   |
| Col de Thiaville                               | Vosges                        | Belle-Hutte - Le Haut Chitelet                              | 1113              | Moselotte-Tal – Höhenzug der Vogesen                               | 48° 2′ 35″ N, 6° 59′ 59″ O  |
| Col de Cheneau                                 | Vosges                        | Dommartin-lès-Remiremont – Vagney                           | 622               | Moseltal – Moselotte-Tal                                           | 48° 0′ 1″ N, 6° 39′ 50″ O   |
| Col de Menufosse                               | Vosges                        | Presle – Rochesson                                          | 969               | Rupt-Tal – Bouchot-Tal                                             | 47° 59′ 51″ N, 6° 48′ 25″ O |
| Collet Mansuy                                  | Vosges                        | Collet de Rouge Moussé – Col de Brabant                     | 1057              | Tal der Goutte du Corbeau – Moselotte-Tal                          | 47° 59′ 45″ N, 6° 53′ 56″ O |
| Col du Haut de la Fouchure                     | Vosges                        | Planois – Lejole                                            | 920               | Rupt-Tal – Bouchot-Tal                                             | 47° 59′ 39″ N, 6° 46′ 20″ O |
| Col de Pourri Faing                            | Vosges - Haut-Rhin            | Col de la Vierge – Col du Bockloch                          | 1089              | Chajoux-Tal – Höhenzug der Vogesen                                 | 47° 59′ 36″ N, 6° 56′ 49″ O |
| Col de la Vierge                               | Vosges                        | Col de Bramont – Col de Pourri Faing                        | 1037              | Tälchen der Grande Basse – Moselotte-Tal                           | 47° 59′ 25″ N, 6° 55′ 37″ O |
| Collet Rouge Moussé                            | Vosges                        | Col de la Vierge – Collet Mansuy                            | 1070              | Tälchen der Goutte de la Vierge – Tälchen der Goutte du Grand Clos | 47° 59′ 1″ N, 6° 54′ 29″ O  |
| Col des Hayes                                  | Vosges                        | Saulxures-sur-Moselotte – Basse-sur-le-Rupt                 | 887               | Moselotte-Tal – Rupt-Tal                                           | 47° 58′ 58″ N, 6° 47′ 55″ O |
| Col du Lansau                                  | Vosges                        | Col de Lauvy – Le Raindé                                    | 920               | Tal des Rupt de Bâmont – Moselotte-Tal                             | 47° 58′ 51″ N, 6° 48′ 39″ O |
| Col de Boenlesgrab                             | Haut-Rhin                     | Lautenbach - Wasserbourg                                    | 865               | Lauchtal – Dorsbachtal                                             | 47° 58′ 35″ N, 7° 8′ 53″ O  |
| Col de la Burotte                              | Vosges                        | Saulxures-sur-Moselotte – Planois                           | 790               | Moselotte-Tal – Rupt-Tal                                           | 47° 58′ 35″ N, 6° 45′ 21″ O |
| Col du Bockloch                                | Vosges - Haut-Rhin            | Col de la Vierge – Le Bocklochkopf                          | 1011              | Moselotte-Tal – Höhenzug der Vogesen                               | 47° 58′ 30″ N, 6° 56′ 4″ O  |
| Col de Lauvy                                   | Vosges                        | Col des Hayes – Cornimont                                   | 892               | Col des Hayes – Moselotte-Tal                                      | 47° 58′ 17″ N, 6° 48′ 29″ O |
| Col des Echarges                               | Vosges                        | Col de la Place du Bois – Chaume du Grand Ventron           | 1037              | Tal des Rupt du Moulin – Ventron-Tal                               | 47° 57′ 20″ N, 6° 54′ 5″ O  |
| Col de la Place des Bois                       | Vosges                        | Le Mur des Granges – Le Gros Pré                            | 1057              | Moselotte-Tal – Ventron-Tal                                        | 47° 57′ 18″ N, 6° 53′ 46″ O |
| Col de Lauchen                                 | Haut-Rhin                     | Col de Oberlauchen – Lauterbach                             | 1195              | Höhenzug der Vogesen – Lauterbachtal                               | 47° 57′ 1″ N, 7° 3′ 54″ O   |
| Col du Broché                                  | Vosges                        | Ferdrupt – Les Graviers                                     | 850               | Moseltal – Moselotte-Tal                                           | 47° 56′ 25″ N, 6° 43′ 50″ O |
| Col du Rhamné                                  | Vosges                        | Ferdrupt – Saulxures-sur-Moselotte                          | 855               | Moseltal – Moselotte-Tal                                           | 47° 56′ 13″ N, 6° 44′ 6″ O  |
| Col de Morbieux                                | Vosges                        | Ramonchamp – Saulxures-sur-Moselotte                        | 790               | Moseltal – Moselotte-Tal                                           | 47° 55′ 28″ N, 6° 45′ 42″ O |
| Col de la Sûre                                 | Vosges                        | Ferdrupt – Cols de Morbieux et Rhamné                       | 745               | Moseltal – Moselotte-Tal                                           | 47° 55′ 9″ N, 6° 43′ 44″ O  |
| Col de Page                                    | Vosges                        | L’Arcenaire – Le Ventron                                    | 966               | Moseltal – Ventron-Tal                                             | 47° 54′ 56″ N, 6° 53′ 2″ O  |
| Col de Grumbach                                | Haut-Rhin                     | Bitschwiller-lès-Thann – Kaltenbach                         | 580               | Thurtal – Finsterbachtal                                           | 47° 49′ 37″ N, 7° 6′ 18″ O  |

## Pässe auf Waldwegen bzw. Saumpfaden

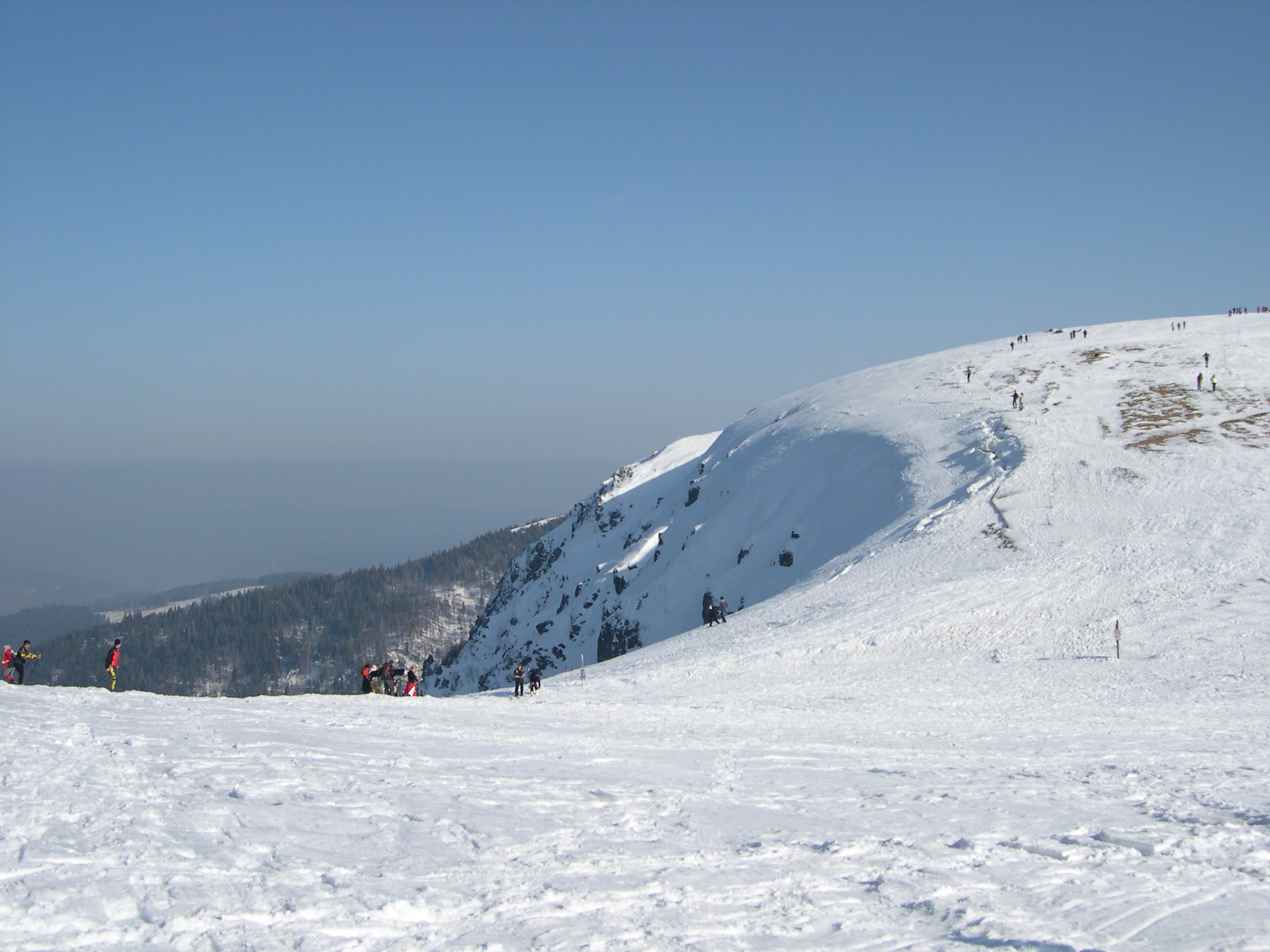
Col de Falimont

Der höchste der Pässe, der über Wald- bzw. Wanderwegen erreichbar ist, ist der Col de Falimont (1270 m) im Département Vogesen und der niedrigste ist der Kachler Hals (295 m) im Département Moselle.
| Namen                       | Departement        | Von - nach                                                | Passhöhe m. ü. M. | Täler bzw. Gipfel                               | Koordinaten                 |
| --------------------------- | ------------------ | --------------------------------------------------------- | ----------------- | ----------------------------------------------- | --------------------------- |
| Col du Hohmarkstein         | Bas-Rhin           | Niedersteinbach – Wingen                                  | 376               | Steinbachtal – Sauertal                         | 49° 1′ 59″ N, 7° 47′ 17″ O  |
| Col du Wineck               | Bas-Rhin           | Wineckerthal – Obersteinbach                              | 343               | Schwarzbachtal – Steinbachtal                   | 49° 1′ 25″ N, 7° 40′ 43″ O  |
| Kachler Hals Col du Kachler | Moselle            | Waldeck – Lieschbach                                      | 295               | Waldecktal – Liesbachtal                        | 49° 0′ 37″ N, 7° 33′ 2″ O   |
| Col de Borneberg            | Bas-Rhin           | Dambach – Niederbronn-les-Bains                           | 461               | Schwarzbachtal – Durschbachtal                  | 48° 59′ 8″ N, 7° 37′ 21″ O  |
| Col de Wolfenthal           | Bas-Rhin           | Wineckerthal – Niederbronn-les-Bains                      | 466               | Schwarzbachtal – Falkensteinerbachtal           | 48° 59′ 5″ N, 7° 38′ 28″ O  |
| Col de Guensthal            | Bas-Rhin           | Dambach - Langensoultzbach                                | 402               | Schwarzbachtal – Soultzbachtal                  | 48° 25′ 42″ N, 7° 13′ 0″ O  |
| Col de la Hohwart           | Bas-Rhin           | Niedersteinbach - Lembach                                 | 389               | Steinbachtal – Sauertal                         | 48° 25′ 42″ N, 7° 13′ 0″ O  |
| Col de Wildberg             | Bas-Rhin           | Gensbourg – Urmatt                                        | 637               | Moosbachtal – Soulzbachtal                      | 48° 33′ 24″ N, 7° 16′ 1″ O  |
| Col du Haut-Narion          | Moselle - Bas-Rhin | Le Noll (990 m) - Lutzelhouse                             | 940               | Grossmann-Massiv – Breuschtal                   | 48° 32′ 54″ N, 7° 13′ 44″ O |
| Col du Hauenthal            | Moselle            | Enteneck – Col de l’Eichtal                               | 570               | Tal der Gelben Zorn – Tal der Weißen Zorn       | 48° 37′ 30″ N, 7° 12′ 57″ O |
| Col du Hoellenwasen         | Bas-Rhin           | Hengst (899 m) – Schneeberg (960 m)                       | 916               | Schnokenlochtal – Mossigtal                     | 48° 35′ 23″ N, 7° 15′ 51″ O |
| Col du Melkplatz            | Moselle            | Nollembourg – Petersmuehl                                 | 730               | Sayotte-Tal – Tal der Gelben Zorn               | 48° 34′ 55″ N, 7° 12′ 19″ O |
| Col de la Sayotte           | Moselle            | Nollembourg – Col du Melkplatz                            | 742               | Sayotte-Tal – Dunkelbachtal/Tal der Gelben Zorn | 48° 34′ 44″ N, 7° 11′ 59″ O |
| Col de la Weltzlach         | Moselle            | Dabo - Windsbourg                                         | 732               | Breithardthal – Mossigtal                       | 48° 37′ 2″ N, 7° 15′ 25″ O  |
| Col du Feuerstein           | Moselle            | Col de l’Eichtal – Schnokenlochmatt                       | 631               | Zorntal – Tal der Weißen Zorn                   | 48° 36′ 47″ N, 7° 12′ 57″ O |
| Col de l’Eichtal            | Moselle            | Petersmuehl - Herrenmuhlen M.F.                           | 635               | Zorntal – Schnakenlochtal                       | 48° 36′ 36″ N, 7° 12′ 36″ O |
| Col du Peugstein            | Moselle            | Grand-Soldat - Col du Brechpunkt                          | 522               | Grand-Soldat -Tal – Zorn-Tal                    | 48° 36′ 31″ N, 7° 10′ 58″ O |
| Col d’Asson                 | Bas-Rhin           | Les Chavons / Haut du Bon Dieu (774 m) – Luvigny          | 623               | Rabodeau-Tal – Plaine-Tal                       | 48° 29′ 3″ N, 7° 3′ 44″ O   |
| Col du Teufelsloch          | Bas-Rhin           | Petit-Rosskopf – Steinbach                                | 713               | Russtal – Steinbachtal                          | 48° 28′ 12″ N, 7° 15′ 52″ O |
| Col du Chariot              | Vosges             | Zwischen den Felsen von l’Ormont                          | 888               | Tal des Rupt de Bâmont – Moselotte-Tal          | 48° 18′ 53″ N, 7° 0′ 25″ O  |
| Col de la Vierge            | Vosges             | Prey – Herpelmont                                         | 587               | Vologne-Tal – Vologne-Tal                       | 48° 10′ 6″ N, 6° 43′ 34″ O  |
| Col de Malenru              | Vosges             | Lépanges-sur-Vologne – Houx                               | 587               | Vologne-Tal – Barba-Tal                         | 48° 9′ 9″ N, 6° 41′ 40″ O   |
| Collet de la Mine           | Vosges             | Xonrupt-Longemer – La Cure / Les Grands Viaux             | 931               | Vologne-Tal – Chajoux-Tal                       | 48° 3′ 25″ N, 6° 56′ 38″ O  |
| Col de Falimont             | Vosges - Haut-Rhin | Haut de Falimont (1306 m) – Hohneck (1363 m)              | 1270              | Châtelet-Tal – Schluchtrunztal                  | 48° 2′ 29″ N, 7° 0′ 39″ O   |
| Col de l’Etang              | Vosges             | Wildenstein / Col de Bramont – Le Not / Rainkopf (1305 m) | 1018              | Thurtal – Moselotte-Tal                         | 48° 0′ 30″ N, 6° 58′ 5″ O   |
| Collet Mansuy               | Vosges             | Rachute – Les Baraques / La Bresse                        | 1057              | Tal der Goutte du Grand Clos – Moselotte-Tal    | 47° 59′ 45″ N, 6° 53′ 56″ O |
| Col de l’Arnelle            | Vosges             | Belmont-sur-Buttant – Les Poulières                       | 624               | Buttant-Tal – Neuné-Tal                         | 47° 59′ 20″ N, 6° 45′ 5″ O  |
| Col du Herrenberg           | Haut-Rhin          | Wildenstein – Mittlach                                    | 1191              | Thurtal – Wiedenbachrunztal                     | 47° 59′ 13″ N, 6° 59′ 10″ O |
| Col du Lansau               | Vosges             | Col de Lauvy – Le Raindé                                  | 920               | Tal des Rupt de Bâmont – Moselotte-Tal          | 47° 58′ 51″ N, 6° 48′ 39″ O |
| Col de Oberlauchen          | Haut-Rhin          | Col d’Hahnenbrunnen – Col de Lauchen                      | 1211              | Lauchsee – Sondernach-Tal                       | 47° 56′ 58″ N, 7° 2′ 46″ O  |
| Col de la Tchoure           | Vosges             | Baraques des Places – Chaume des Vintergés                | 1076              | Ventron-Tal – Vintergés-Tal                     | 47° 56′ 24″ N, 6° 54′ 46″ O |
| Col des Allemands           | Vosges - Haut-Rhin | Taye - Urbès                                              | 915               | Moseltal – Seebachtal                           | 47° 52′ 42″ N, 6° 54′ 15″ O |
| Col des Perches             | Haut-Rhin          | Tête des Perches (1222 m) – Rimbachkopf (1195 m)          | 1071              | Höhenzug der Vogesen – Höhenzug der Vogesen     | 47° 51′ 21″ N, 6° 53′ 3″ O  |
| Col de Ronde Tête           | Vosges             | Ballon d’Alsace (1247 m) – Ronde Tête (1117 m)            | 1091              | Höhenzug der Vogesen – Isembachtal              | 47° 49′ 14″ N, 6° 51′ 13″ O |